# Miota macrocera
Miota macrocera är en stekelart som först beskrevs av Jean-Jacques Kieffer 1910.  Miota macrocera ingår i släktet Miota, och familjen hyllhornsteklar. Arten är reproducerande i Sverige.